# Comté de Rimouski
Pour les articles homonymes, voir Rimouski (homonymie).
Le comté de Rimouski était un comté municipal du Québec ayant existé entre 1855 et le début des années 1980.
Le comté a été amputé d'une partie de son territoire en 1890 lors de la création du comté de Matane. Ce dernier a lui-même subi une partition en 1923 lors de la création du comté de Matapédia.
Le territoire qu'il couvrait entre le moment de sa création et 1890 est aujourd'hui compris dans la région administrative du Bas-Saint-Laurent, et correspondait aux actuelles municipalités régionales de comté (MRC) de Rimouski-Neigette, de la Mitis, de Matane et de la Matapédia, plus une partie de celle de Témiscouata et des Basques. Son chef-lieu était la municipalité de Rimouski. Après 1890, le comté a perdu les territoires correspondant aux MRC de Matane et de la Matapédia, plus la partie est de la Mitis.

## Municipalités situées dans le comté

### A) Municipalités qui sont restées dans le comté de Rimouski en 1890
| Nom                                                  | Origine et évolution durant l'existence du comté | Changements survenus après la disparation du comté                                                     | Références |
| ---------------------------------------------------- | --- | --- | ---------- |
| Bic                                                  | détaché de Sainte-Cécile du Bic en 1920 | renommé Le Bic en 1987; fusionné à Rimouski en 2009                                                    | [ 3 ]      |
| Biencourt                                            | créé en 1947 | | [ 4 ]      |
| Esprit-Saint                                         | créé en 1972 | | [ 5 ]      |
| Fleuriault                                           | détaché de Saint-Gabriel en 1952 | fusionné de nouveau à Saint-Gabriel en 1989                                                            | [ 6 ]      |
| Lac-des-Aigles                                       | créé en 1948 | | [ 7 ]      |
| La Trinité-des-Monts                                 | créé en 1965 | | [ 8 ]      |
| Luceville                                            | détaché de Sainte-Luce en 1918 | fusionné à celle-ci en 2001 sous le nom de Sainte-Luce–Luceville, nom changé pour Sainte-Luce en 2002  | [ 9 ]      |
| Mont-Lebel                                           | détaché de Sainte-Blandine en 1932 | fusionné à Rimouski en 2002                                                                            | ,          |
| Nazareth                                             | détaché de Notre-Dame-du-Sacré-Cœur en 1964, fusionné à Rimouski en 1967                                                                                               | | ,          |
| Notre-Dame-du-Sacré-Cœur                             | détaché de Saint-Germain-de-Rimouski en 1876; fusionné à Rimouski en 1967                                                                                              | | ,          |
| Rimouski                                             | détaché de la municipalité de paroisse de Saint-Germain-de-Rimouski en 1869 sous le nom de Saint-Germain-de-Rimouski (municipalité de ville); renommé Rimouski en 1920 | | [ 14 ]     |
| Rimouski-Est                                         | détaché de Saint-Germain-de-Rimouski et de Saint-Anaclet-de-Lessard en 1939                                                                                            | fusionné à Rimouski en 2002                                                                            | [ 15 ]     |
| Saint-Anaclet-de-Lessard                             | détaché de Sainte-Luce et de Saint-Germain-de-Rimouski en 1859 | | [ 16 ]     |
| Saint-Charles-Garnier                                | créé en 1966 | | [ 17 ]     |
| Saint-Donat                                          | détaché de Sainte-Luce en 1869 | | [ 18 ]     |
| Sainte-Anne-de-la-Pointe-au-Père                     | détaché de Saint-Germain-de-Rimouski et de Sainte-Luce en 1882 | renommé Pointe-au-Père en 1988; fusionné à Rimouski en 2002                                            | [ 19 ]     |
| Sainte-Blandine                                      | créé en 1884 | fusionné à Rimouski en 2002                                                                            | [ 20 ]     |
| Sainte-Cécile-du-Bic                                 | créé en 1855; fusionné au village de Bic en 1972 | | ,          |
| Sainte-Luce, municipalité de paroisse                | créé en 1855 | fusionné à Luceville en 2001 sous le nom de Sainte-Luce–Luceville, nom changé pour Sainte-Luce en 2002 | [ 9 ]      |
| Sainte-Odile-sur-Rimouski                            | détaché de Saint-Germain-de-Rimouski en 1943 | fusionné à Rimouski en 2002                                                                            | ,          |
| Saint-Eugène-de-Ladrière                             | détaché de Saint-Fabien en 1962 | | [ 23 ]     |
| Saint-Fabien                                         | créé en 1855 | | [ 24 ]     |
| Saint-François-Xavier-des-Hauteurs                   | créé en 1918 | renommé Les Hauteurs en 1993                                                                           | [ 25 ]     |
| Saint-Gabriel                                        | créé en 1877 | renommé Saint-Gabriel-de-Rimouski en 1998                                                              | [ 6 ]      |
| Saint-Germain-de-Rimouski (municipalité de paroisse) | créé en 1855; fusionné à Rimouski en 1967 | | [ 10 ]     |
| Saint-Guy                                            | créé en 1958 | | [ 26 ]     |
| Saint-Marcellin                                      | créé en 1924 | | [ 27 ]     |
| Saint-Mathieu-de-Rioux                               | détaché de Saint-Simon en 1865 | | [ 28 ]     |
| Saint-Médard                                         | créé en 1949 | | [ 29 ]     |
| Saint-Narcisse-de-Rimouski                           | détaché de Sainte-Blandine en 1922 | | [ 30 ]     |
| Saint-Simon                                          | créé en 1855 | | [ 31 ]     |
| Saint-Valérien                                       | détaché de Sainte-Cécile-du-Bic en 1885 | | [ 32 ]     |

### B) Municipalités qui sont passées dans le comté de Matane en 1890
| Nom                       | Origine et évolution durant l'existence des comtés de Rimouski, Matane et Matapédia                                                                              | Changements survenus après la disparation des comtés                      | Références |
| ------------------------- | --- | ------------------------------------------------------------------------- | ---------- |
| Baie-des-Sables           | créé en 1859 sous le nom de municipalité du canton de MacNider; renommé Bais-des-Sables en 1932                                                                  |                                                                           | [ 33 ]     |
| Grand-Métis               | créé en 1855 sous le nom de Saint-Octave-de-Métis; renommé Grand-Métis en 1908 lors du détachement de Saint-Octave-de-Métis-Sud                                  |                                                                           | ,          |
| Les Méchins               | créé en 1877 sous le nom de municipalité des cantons unis de Dalibaire-et-Romieu; renommé Les Méchins en 1952                                                    |                                                                           | [ 36 ]     |
| Mont-Joli                 | détaché de Sainte-Flavie en 1880 sous le nom de Sainte-Flavie-Station; renommé Mont-Joli en 1912                                                                 |                                                                           | [ 37 ]     |
| Saint-Benoît-Joseph-Labre | créé en 1890 | fusionné à Amqui en 1991                                                  | [ 38 ]     |
| Saint-Damase              | créé en 1886 |                                                                           |            |
| Sainte-Angèle-de-Mérici   | créé en 1869; la municipalité de village s'est détachée de la municipalité de paroisse en 1917                                                                   | les deux municipalités ont été réunies en 1989                            | [ 39 ]     |
| Sainte-Félicité           | créé en 1868; la municipalité de village s'est détachée en 1955                                                                                                  | les deux municipalités ont été regroupées en 1996                         | [ 40 ]     |
| Sainte-Flavie             | |                                                                           | [ 41 ]     |
| Saint-Jérôme-de-Matane    | créé en 1855 | fusionné à Matane en 2001                                                 | [ 42 ]     |
| Saint-Joseph-de-Lepage    | détaché de Sainte-Flavie en 1873 |                                                                           | [ 43 ]     |
| Saint-Luc                 | créé en 1880 sous le nom de municipalité du canton de Tessier; renommé Saint-Luc en 1904                                                                         | renommé Saint-Luc-de-Matane en 1997; fusionné à Matane en 2001            | [ 44 ]     |
| Saint-Moïse               | créé en 1877 |                                                                           |            |
| Saint-Octave-de-Métis     | détaché de la municipalité originelle de Saint-Octave-de-Métis en 1908 sous le nom de Saint-Octave-de-Métis-Sud; reprend le nom de Saint-Octave-de-Métis en 1931 |                                                                           | [ 35 ]     |
| Saint-Pierre-du-Lac       | créé en 1890 | fusionné à Val-Brillant en 1986                                           | [ 45 ]     |
| Saint-Ulric               | créé en 1860 sous le nom de municipalité du canton de Matane; la municipalité du village de Saint-Ulric s'en est détachée en 1921                                | les deux municipalités ont été réunies sous le nom de Saint-Ulric en 2000 | [ 46 ]     |

## Formation
Le comté de Rimouski comprenait les seigneuries de Mitis (ou Métis), de Lac Métis, de Matapédia, Nicolas-Rioux et les cantons de Bédard, Biencourt, Chénier, Duquesne, Macpès, Flynn, Neigette, Ouimet, Fleuriault (partie) et Massé (partie), qui restèrent dans le comté de Rimouski en 1890, ainsi que ceux de Cabot, Awantjish, Nemtayé, Humqui, Matalik, Casupscull, Lepage, MacNider, Matane, Tessier, Saint-Denis, Cherbourg, Dalibaire, Romieu (partie), Fleuriault (partie) et Massé (partie), qui passèrent dans le comté de Matane en 1890
.

## Divisions
Selon le Code municipal du Québec tel qu'amendé en 1869 et encore en vigueur en 1888, le comté de Rimouski était divisé en deux municipalités de comté distinctes, la partie ouest étant appelée Municipalité de la première division du comté de Rimouski, et l'autre partie, à l'est de la seigneurie de Mitis, étant appelée Municipalité de la deuxième division du comté de Rimouski. Cette deuxième division deviendra le comté de Matane par une loi sanctionnée le 2 avril 1890.